# Pau Monguió i Segura

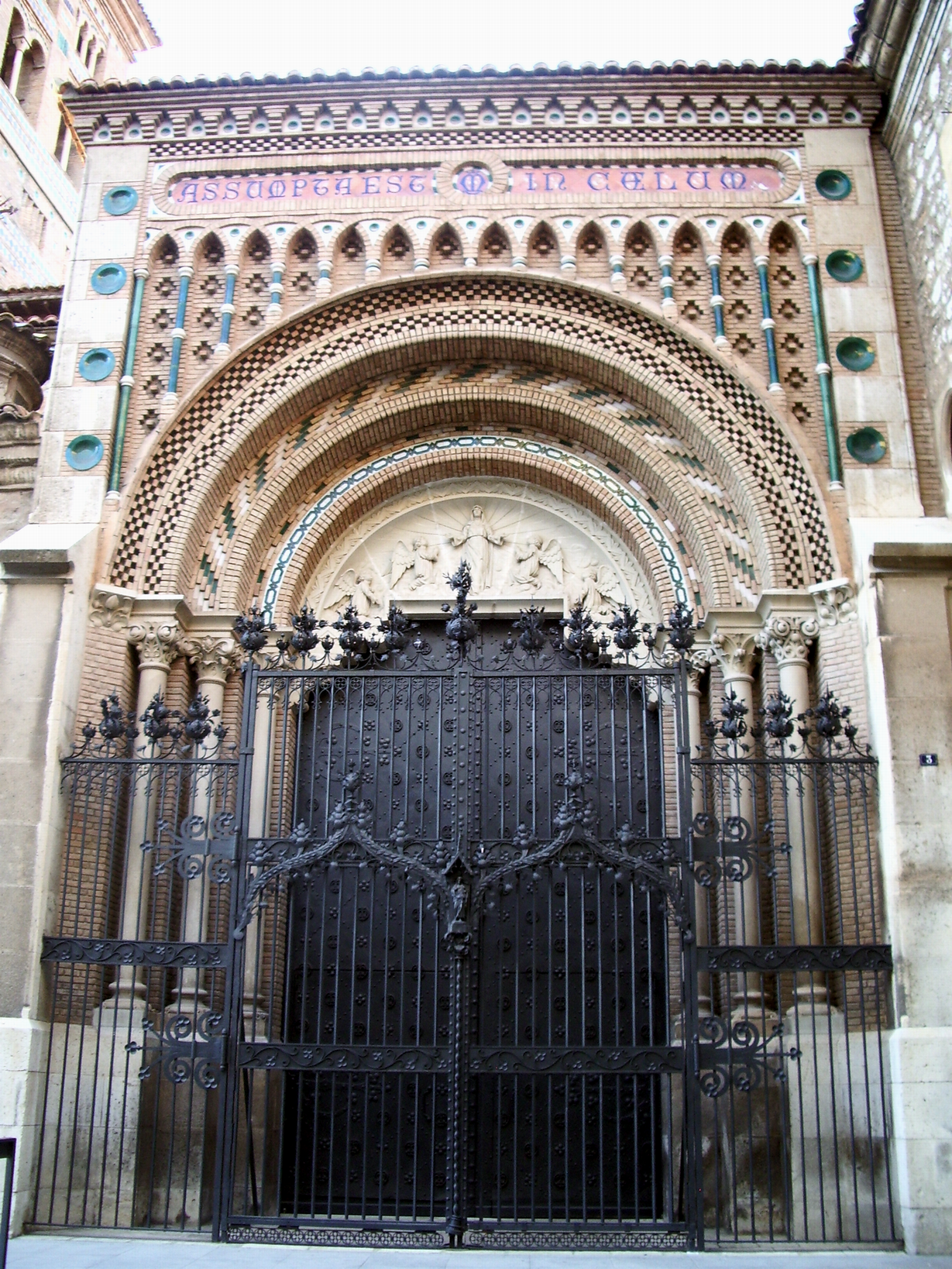
Portada de la Catedral de Terol, obra de Pau Monguió

Pau Monguió Segura (Tarragona, 10 de juliol de 1865 – Barcelona, 21 de gener de 1956) va ser un arquitecte català. Estudià a l'Escola d'Arquitectura de Barcelona, on va obtenir el títol el 5 d'agost de 1889 i on tingué com a professors Lluís Domènech i Montaner, Antoni Rovira i Trias i August Font.
Fou primer arquitecte municipal de Tarragona, on construí l'església i convent neogòtic dels Carmelites (1897) i la reixa (1893) de la catedral de Tarragona. A Reus es conserva encara avui la Casa Laguna (construïda el 1904). El 1901 dirigia la restauració del claustre de l'església de San Pedro (Terol) com a arquitecte municipal. D'aquesta primera etapa aragonesa són també la Casa Escriche i les Escoles del Arrabal, que des del 1987 són la seu de l'Arxiu Històric Provincial. Entre el 25 de novembre de 1901 i el desembre de 1908 fou arquitecte municipal de Tortosa, on va fer de mestre als alumnes obrers (1903) i en la qual deixà notables construccions: la Casa Manel Camós (1904; restaurada el 2001), la Casa Ramon Sechí (1904, remodelada deu anys després per Josep M. Vaquer Urquizu, mestre d'obres), l'Escorxador Públic (projectat el 1905 i construït entre 1907 i 1908; actualment Museu de Tortosa), la Casa-Xalet Ferran Pallarès (1906, restaurada el 2005), la Casa Matheu (1907) i la Casa de na Pilar Fontanet (coneguda també com a Casa Grego-Sabaté, 1908); i en una segona etapa: l'escalinata d'accés al llac nou del parc municipal (1921) i la Casa David Pinyana (1923).
El desembre de 1908 marxà novament a Terol, com a arquitecte provincial, i ocupà novament la plaça d'arquitecte municipal entre 1911 i 1918. Allí sobresurten la portada neomudèjar de la Catedral (1909-1910), el Teatre Marín, la Casa Ferrán (1910), la casa El Torico (1912), la casa La Madrileña, la restauració del Teatre Municipal, l'església d'El Salvador de Villaspesa (1912) i el grup escolar de Rubielos de Mora. Fou membre de la Real Sociedad Económica Turolense de Amigos del País, de la qual va arribar a ser president de la secció d'Instrucció i Belles Arts.

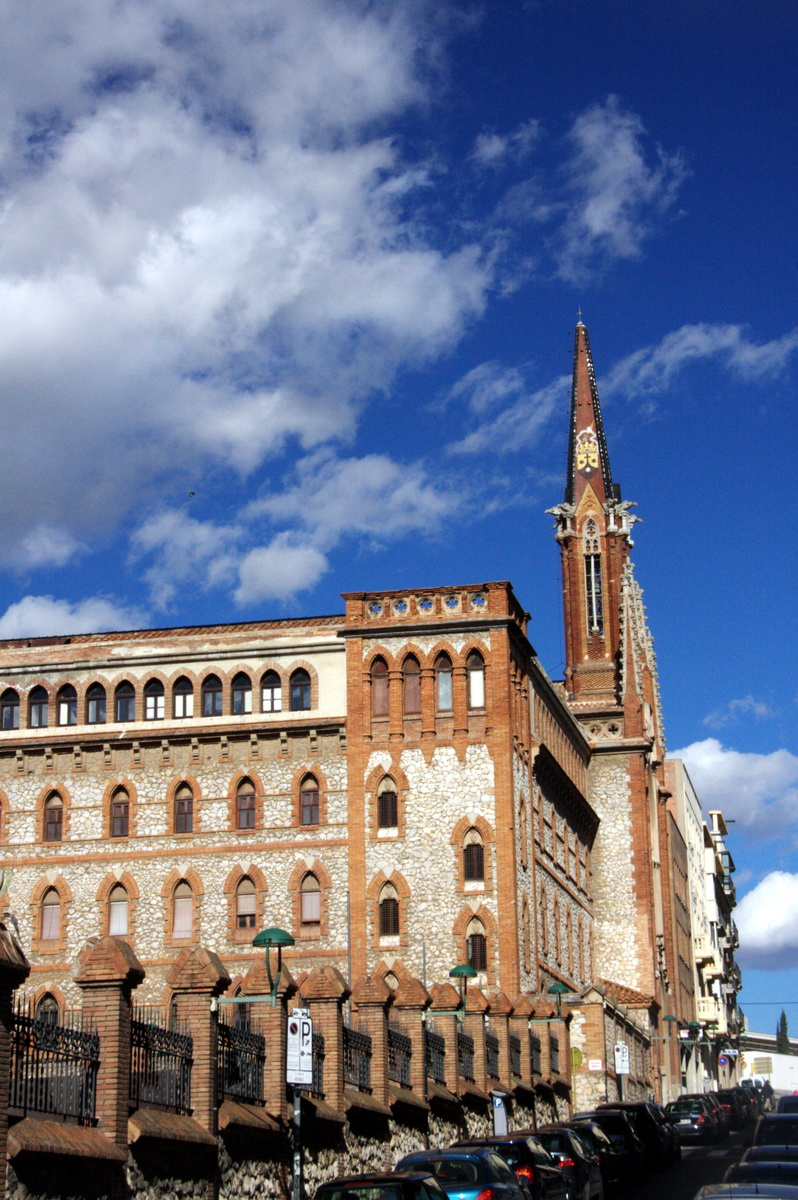
Convent dels Carmelites Descalços, a Tarragona (1896)
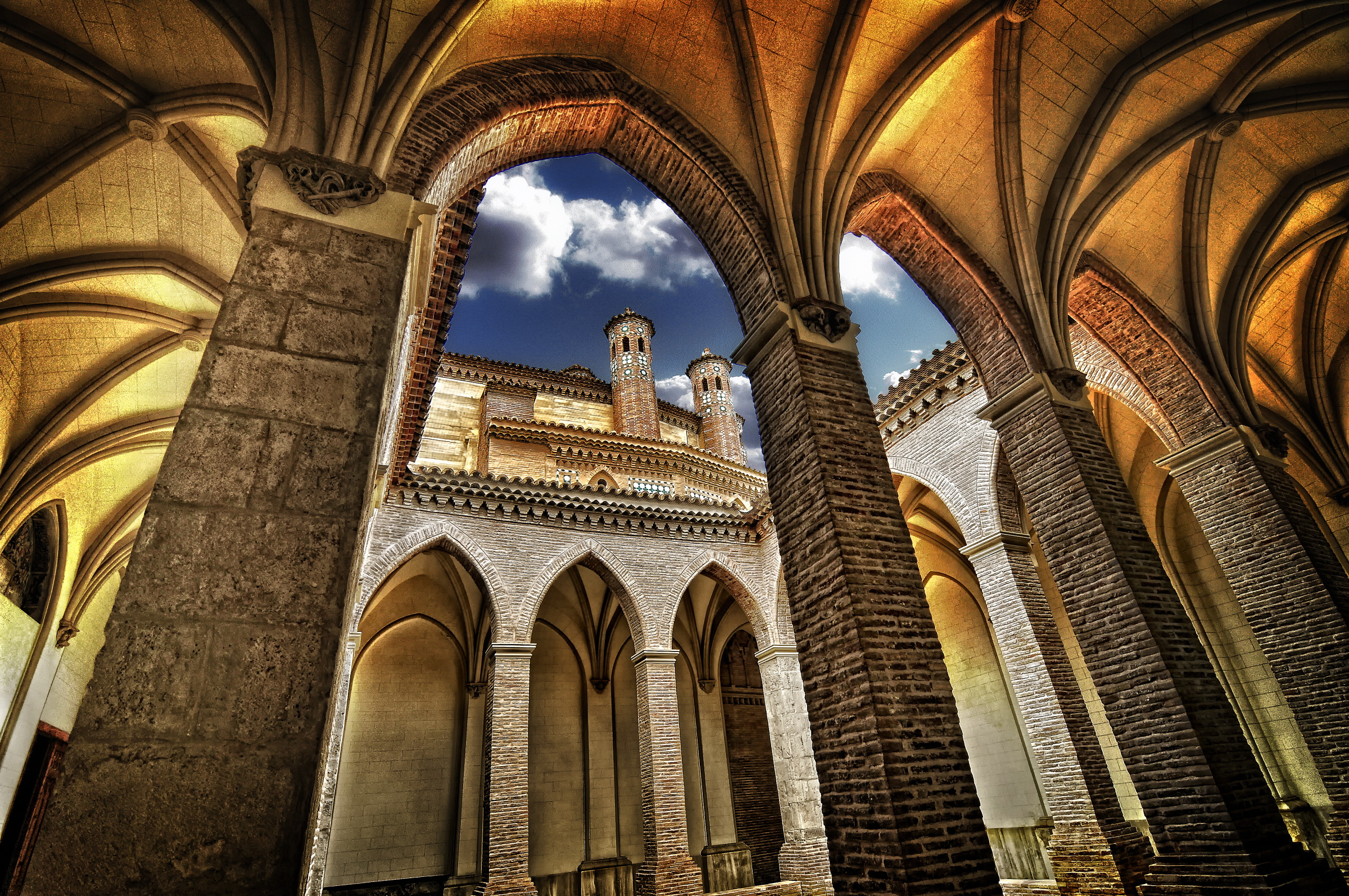
Claustre mudèjar de San Pedro, a Terol, reconstruït per Monguió el 1901
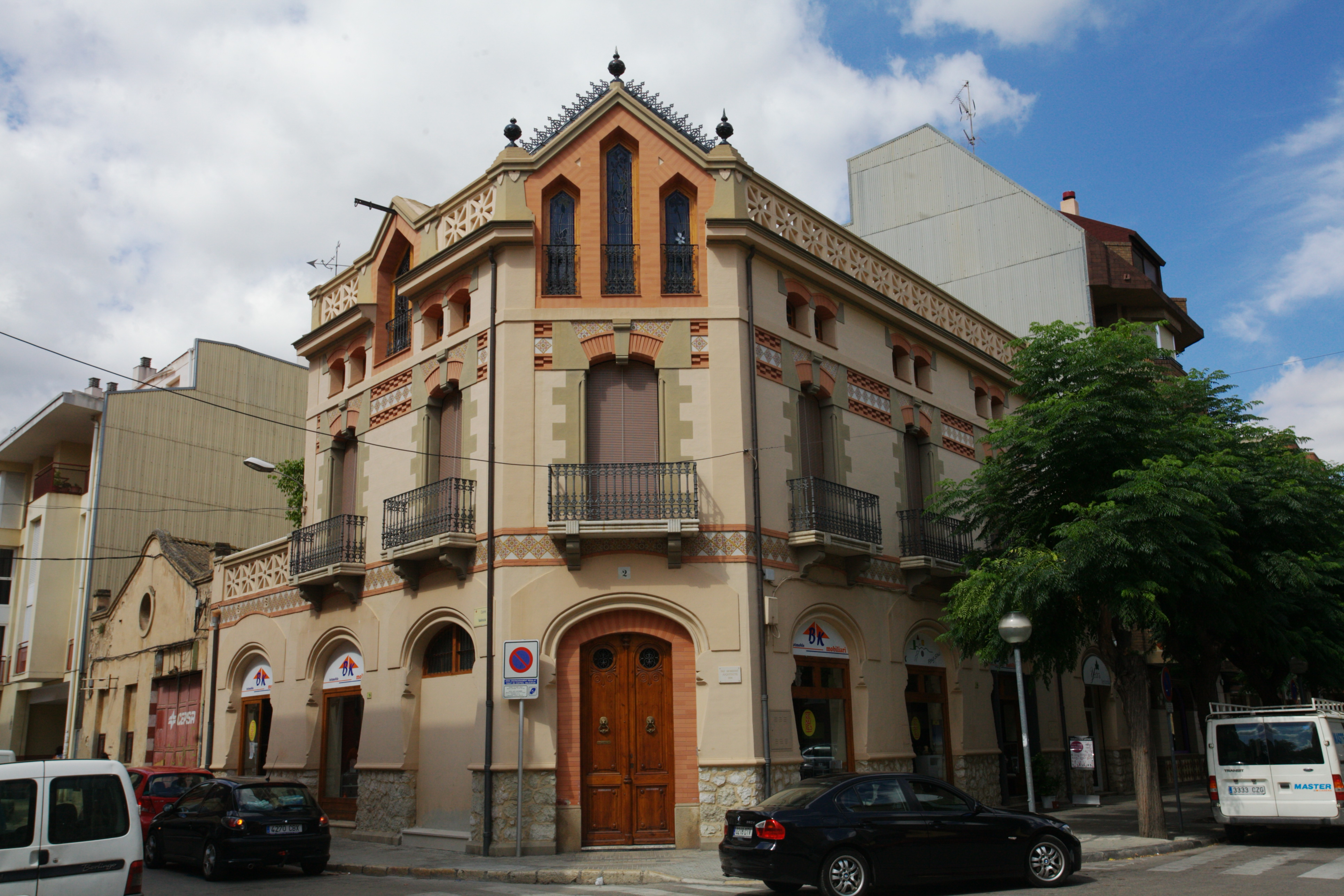
Casa Camós, a Tortosa (1904)
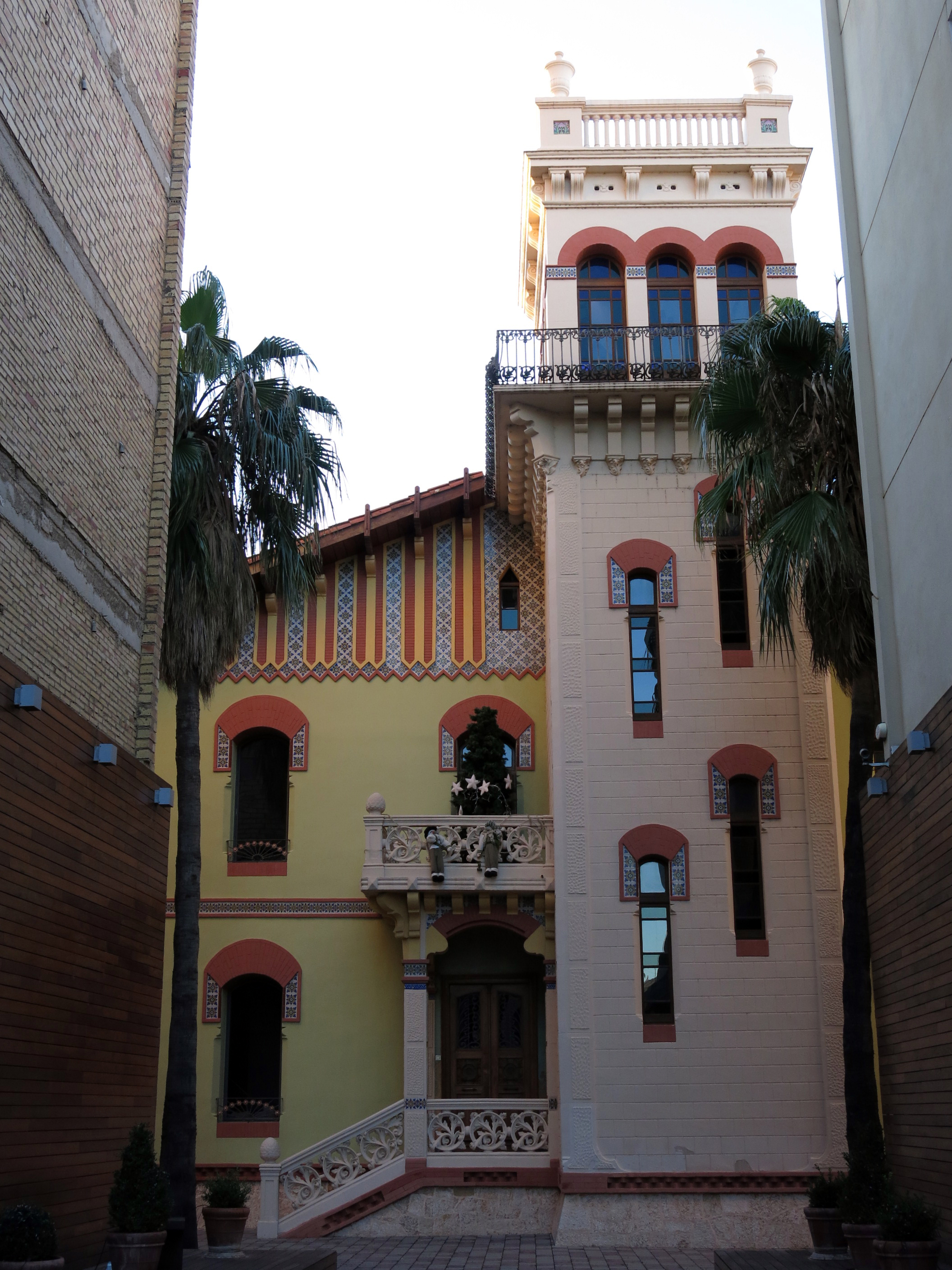
Xalet Pallarès, a Tortosa (1906)
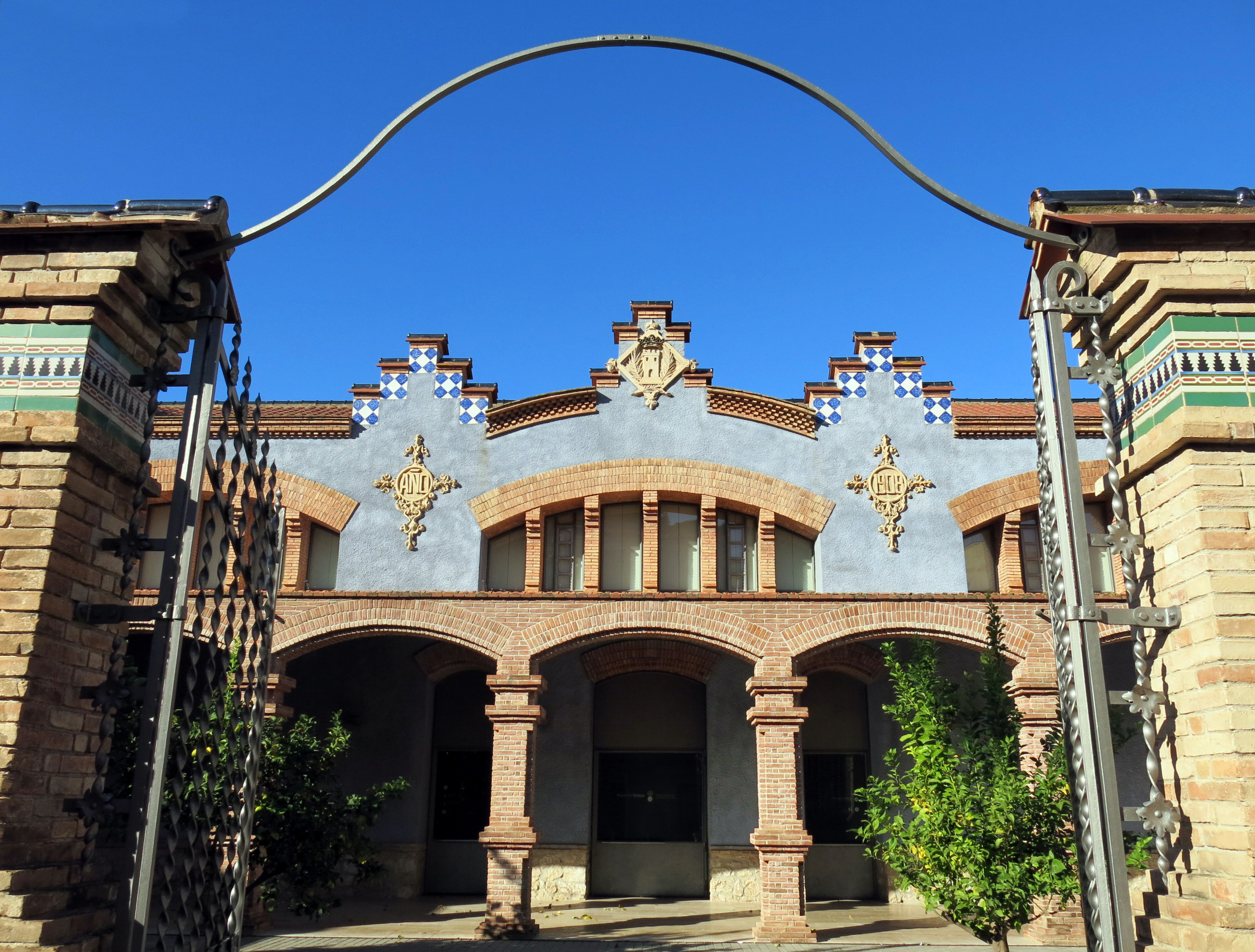
Antic escorxador (1907-1908), actual Museu de Tortosa
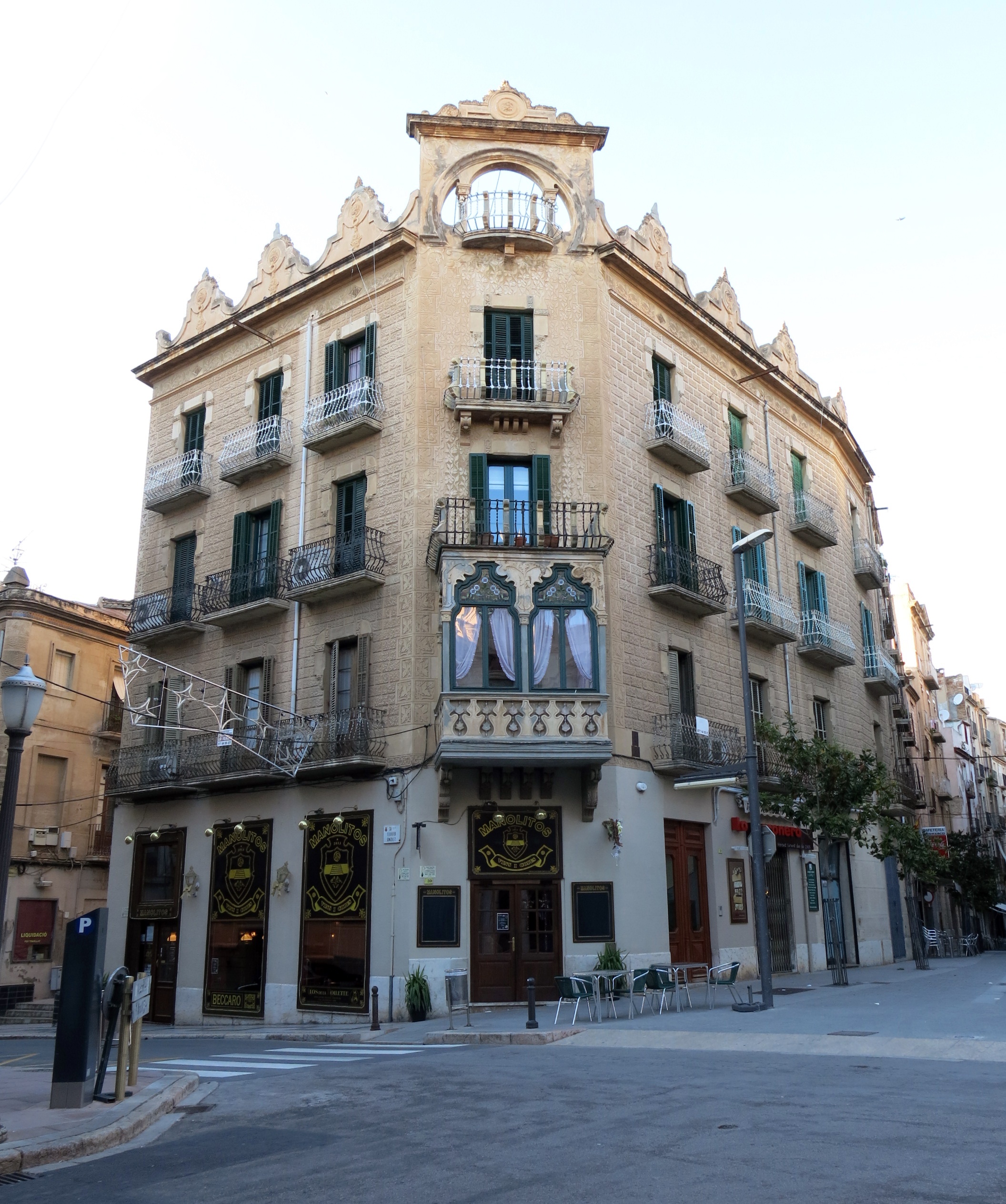
Casa Matheu, a Tortosa (1907)
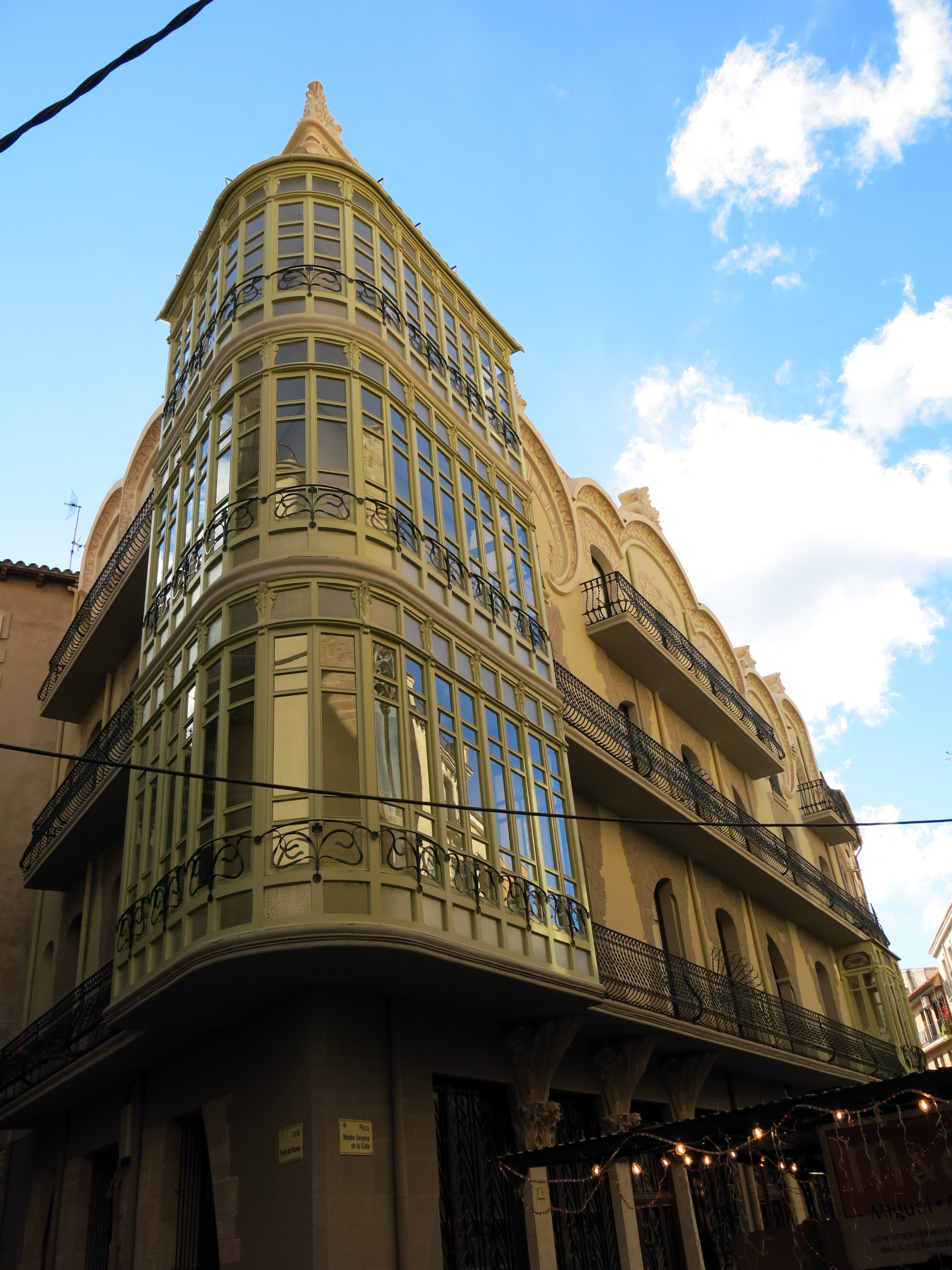
Casa de na Pilar Fontanet, o Casa Grego-Sabaté, a Tortosa (1908)
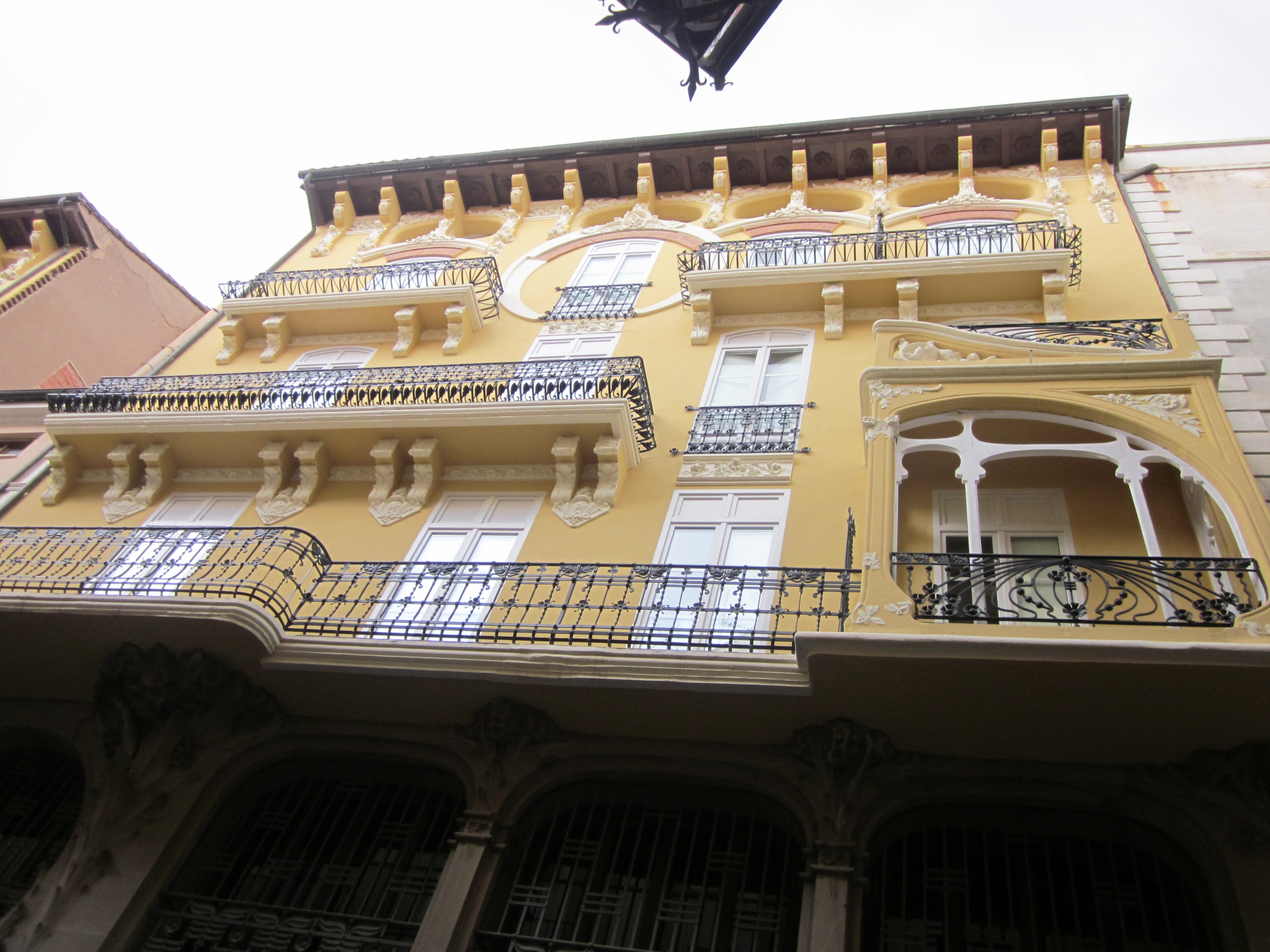
Casa Ferrán, a Terol (1910)
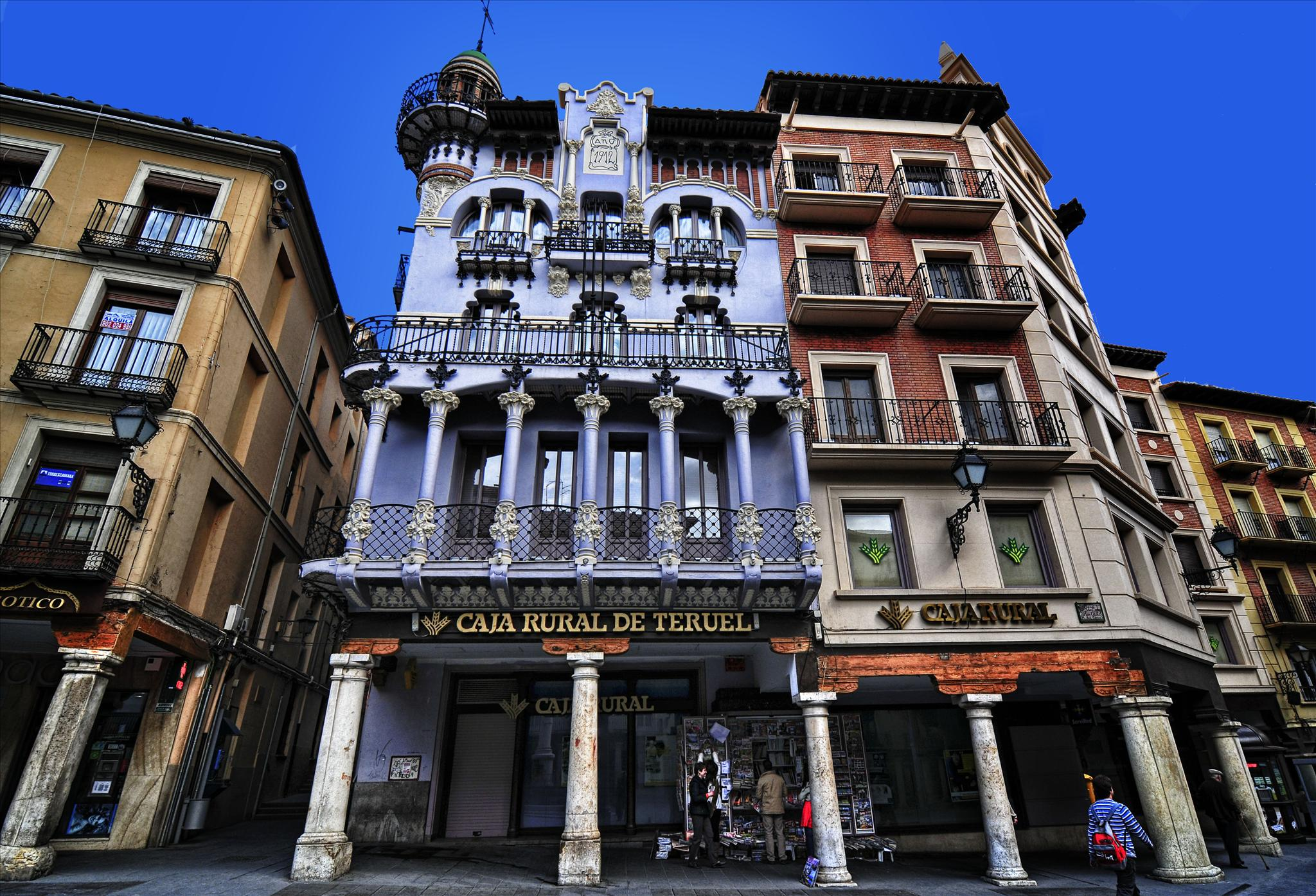
Casa El Torico, a Terol (1912)
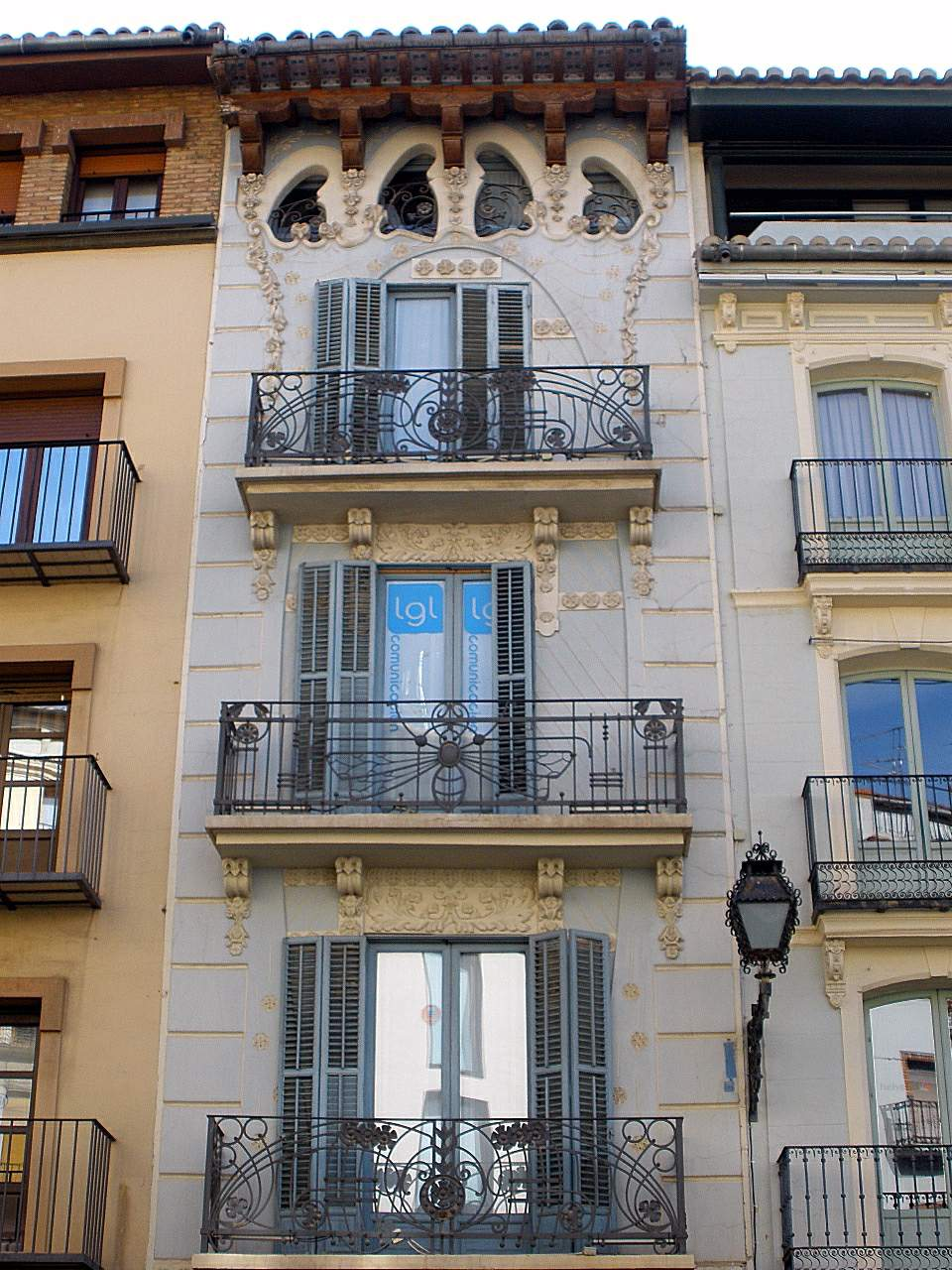
Casa La Madrileña, a Terol
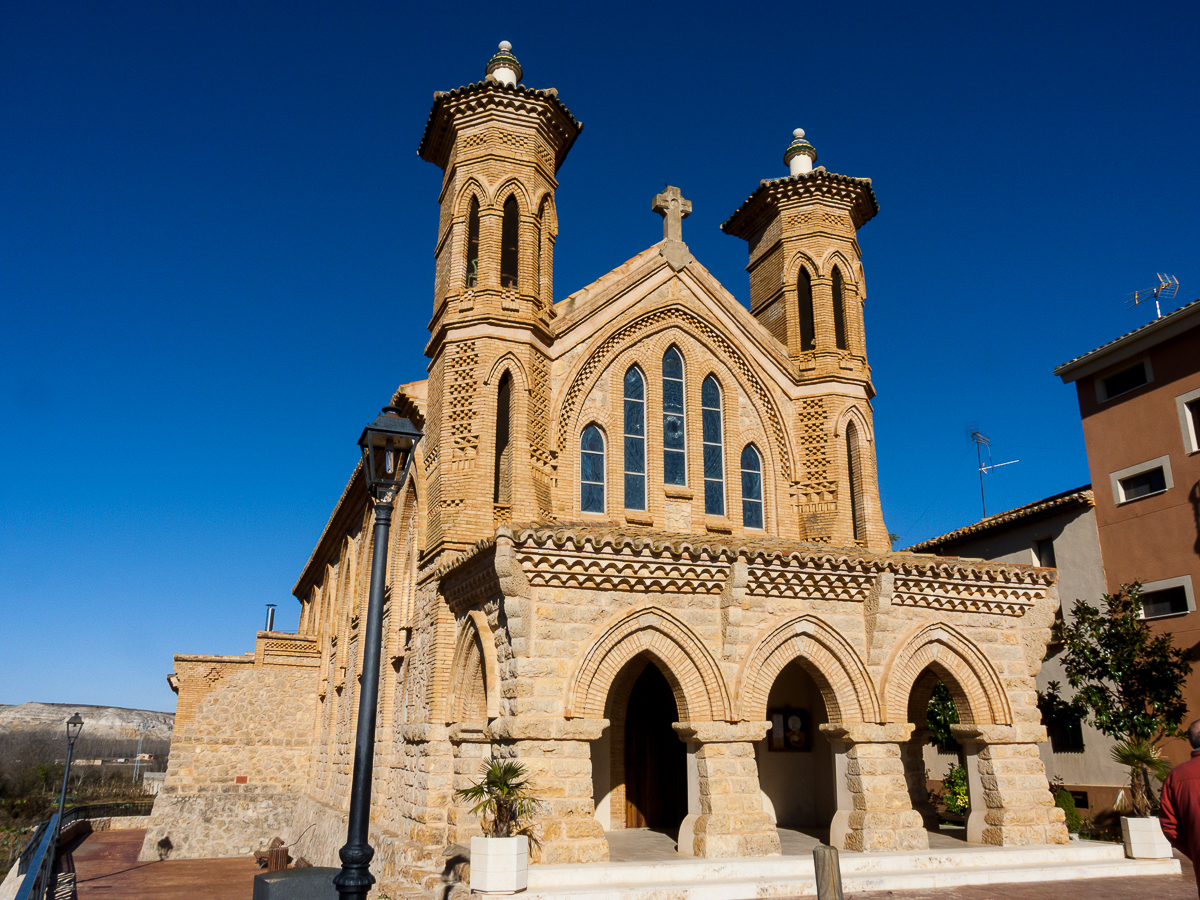
Església d'El Salvador de Villaspesa, a Terol (1912)
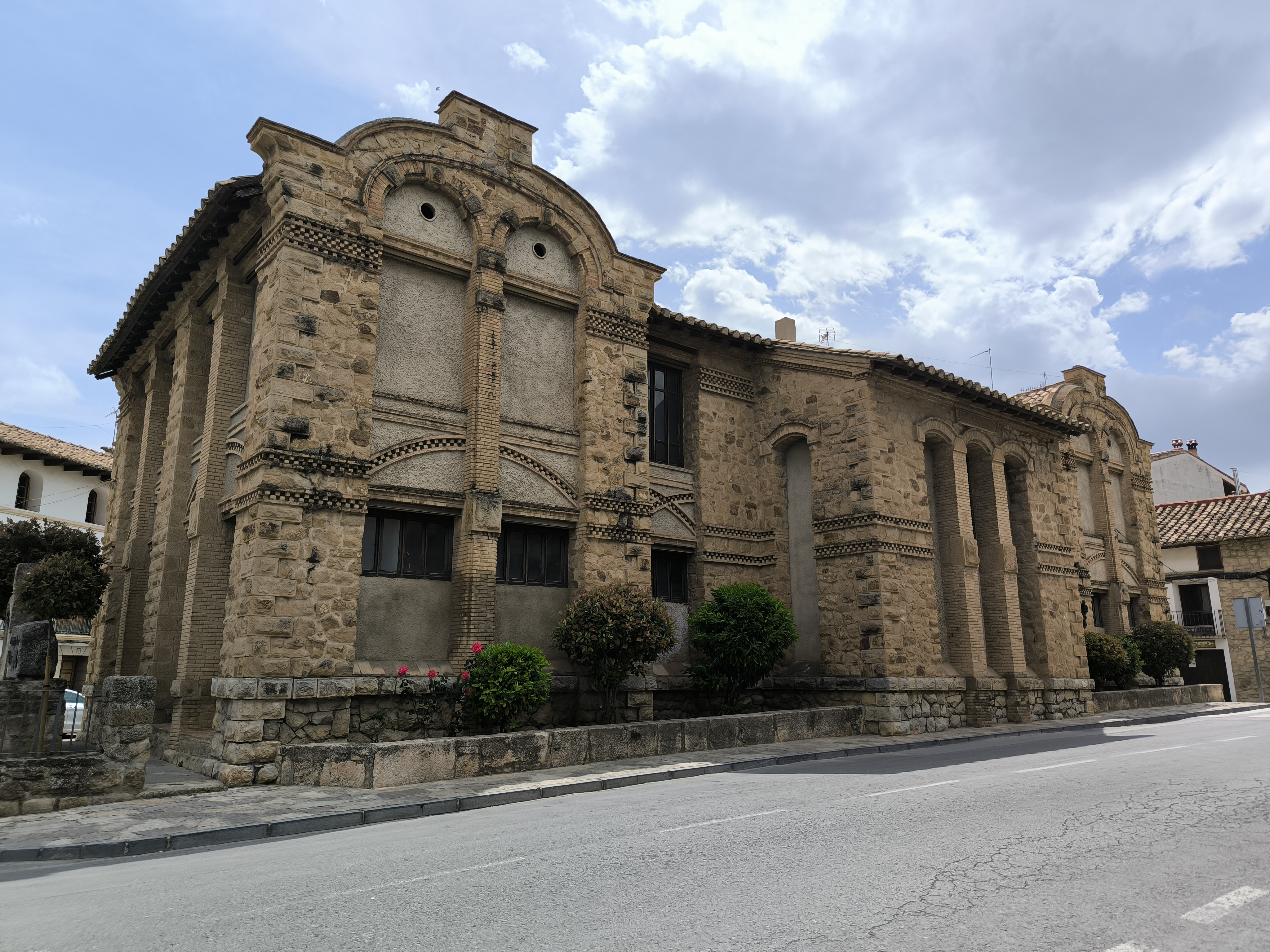
Escuela de Niños de Rubiols de Mora